# Gustaf Aulén (ornitolog)
Bengt Gustaf  Hildebrand Aulén, född 26 juni 1950 i Sigtuna, är en svensk ornitolog och ekolog. Han är son till läroverksadjunkten Bengt-Olof (Boa) Aulén och textilkonstnären Bitte Aulén, född Thörnborg, samt sonson till teologiprofessorn och biskopen Gustaf Aulén d.ä. Gustaf Aulén d.y gifte sig 1980 med Brita Fahlgren och de har två barn tillsammans, Jeanette och Markus. 
Efter studentexamen på Humanistiska läroverket i Sigtuna genomgick han utbildning till reservofficer i Kustartilleriet. 
Auléns intresse för fåglar och natur som kom redan i koltåldern har präglat hans liv på många sätt.1974 började han läsa till biolog vid Upsala Universitet och varvade studietiden med olika naturvårdsuppdrag från myndigheter, forskare och ideella organisationer.1975 tog han sabbatsår från biologistudierna då han blev rekryterad till Skogshögskolans institution för viltekologi för ett projekt om vitryggig hackspett och deltog där även i en rad andra arbetsuppgifter främst kopplade till faunavård, undervisning, och information.            1976 fortsatte han biologistudierna i kombination med ledningen av projekt vitryggig hackspett på deltid
Efter biologexamen följde en anställning på Naturvårdsverket under åren 1978 - 1982 där han ingick i projektet för inventering av Sveriges urskogar. Samtidigt påbörjade han forskarutbildning på deltid vid Skogsfakulteten (tidigare Skogshögskolan)  på Sveriges Lantbruksuniversitet (SLU) med Vitryggig hackspett som doktorandämne. Han disputerade 1988 med avhandlingen "Ecology and Distribution History of the White-Backed Woodpecker Dendrocopos leuctos in Sweden" och fortsatte som ledare för vitryggprojektet till 1990. Åren som doktorand innebar även en hel del undervisning samt ett stort engagemang inom forskningsinformation  
Aulén var generalsekreterare för Sveriges Ornitologiska Förening (SOF) 1985 – 1995. I det arbetet ingick mycket organisationsutveckling, fågelskyddsfrågor, främjande av fågelforskning och ökat fågelintresse.    Han var mycket engagerad i internationellt fågelskyddsarbete och medverkade vid bildandet av fågelskydds-organisationen BirdLife International som i dag har medlemsorganisationer i över hundra länder.  
Efter tiden på SOF arbetade Aulén under 20 år som skogsekolog vid skogskoncernen Södra. Södra är landets största skogsägarförening med omkring 50 000 medlemmar som tillsammans äger runt 2,3 miljoner hektar skogsmark i Götaland. I arbetet ingick bland annat att utveckla olika redskap för naturvård i skogsbruket, skogscertifiering och miljökommunikation längs hela kedjan från skogsägare till kunder som köper pappersmassa och sågade trävaror. Han var med och skapade de första gröna skogsbruksplanerna som lanserades av Södra 1996 och har genom åren utbildat 1000-tals skogsentreprenörer, tjänstemän och förtroendevalda i ekologi och praktisk naturvård i skogsbruket. Sedan Aulén fyllde pensionär 2015 är han verksam som konsult rörande främst skogliga naturvårdsfrågor.